# 静岡ホーム
静岡ホーム（しずおかホーム）は、静岡県静岡市葵区井宮町に所在する児童養護施設および保育施設。社会福祉法人。

## 沿革
- 1905年（明治38年）8月1日、宣教師ロバート・エンバーソン（Robert Emberson）、日露戦争による『出征軍人遺家族幼児保管所（第二幼児保管所）』を静岡市鷹匠町一丁目に設立。
- 1907年（明治40年）
  - 2月22日、幼児保管所は日露戦争終結により閉鎖。
  - 4月5日、宣教師ロバート・エンバーソン、安倍郡安東村北安東で静岡ホーム創設。エンバーソンが初代総理となる。
- 1910年（明治43年）
  - 1月、エンバーソン、病気のため離任しカナダへ帰国。
  - 2月、宣教師ロバート・コーネル・アームストロング（Robert Cornell Armstrong）が金沢から赴任し2代目総理となる。
  - 9月、アームストロング、カナダへ帰国。宣教師ウィリアム・ガーフィヰルド・カナレー（William Garfield Connoly）が赴任し4代目総理となる。
- 1911年（明治44年）10月5日、静岡市安西井ノ宮（後の井宮町）に移転。育児事業を継続。講堂、製茶工場等を建築。
- 1913年（大正2年）12月、カナレー、カナダへ帰国。宣教師アルフレッド・テニソン・ウィルキンソン（Alfred Tennyson Wilkinson）、長野・富山より赴任して6代目総理となる。
- 1918年（大正7年）11月、伝道事業として、メソヂスト教會井宮講義所を開設。ウィルキンソンが牧師となる。
- 1927年（昭和2年）5月7日、乳児部を設け収容保育。
- 1928年（昭和3年）6月、ウィルキンソン、帰国。宣教師レイランド・サンフォード・サー・オールブライト（Leland Sanford Sr.Albriright）、神戸より赴任して7代目総理となる。
- 1929年（昭和4年）1月15日、ナースリー・スクール（後の保育学園部）を開設。
- 1930年（昭和5年）2月3日、児童保健部新設。
- 1931年（昭和6年）4月、夜学部を開設。
- 1932年（昭和7年）、宣教師R・G・ニューマン、8代目総理となる。
- 1933年（昭和8年）6月、宣教師アルフレッド・ラッセル・ストーン（Alfred Russell Stone）、9代目総理となる。
- 1934年（昭和9年）9月、ストーン、長野に転任。宣教師ウヰルバート・ロイ・マクリヤムス（Wilbert Roy McWilliams）、名古屋から赴任して10代目総理となる。
- 1940年（昭和15年）6月、實籐豊吉11代目総理となる。
- 1943年（昭和18年）10月、静岡ホームを静岡厚生園と改称。
- 1945年（昭和20年）6月20日未明、静岡大空襲により園舎3棟220余坪を焼失、罹災没児童3人。焼失を免れた寮舎に、町民100余人を避難させ、収容救護をした。
- 1948年（昭和23年）
  - 1月、児童福祉法による養護施設認可。
  - 6月、宣教師ストーン、12代目総理となる。
  - 12月、児童福祉法による保育所認可。
- 1951年（昭和26年）
  - 5月、静岡厚生園を静岡ホームと改称。
  - 10月、宣教師G・E・バット、13代目総理となる。
- 1952年（昭和27年）
  - 5月、社会福祉事業法制定に伴い社会福祉法人認可。
  - 10月、宣教師ストーン、12代目総理となる。

## 参考図書
- 『愛と感謝 静岡ホーム100年のあゆみ』社会福祉法人静岡ホーム、2009年3月1日